# پالمیرا
پالمیرا (‎/ˌpælˈmaɪrə/‎؛ گویش تدمری:  ; عربی: تَدْمُر) (معنی:معبد آفتاب)؛ شهری قدیمی است در مملکت شام مابین دمشق و حمص.
پالمیرا نام شهری باستانی در استان حُمص سوریه و در ۲۱۰ کیلومتری دمشق است. ساکنان پالمیرا را آرامی‌ها، عموریان، عرب‌ها و اقلیتی از یهودیان تشکیل می‌دادند. در هم‌جواری ویرانه‌های باستانی پالمیرا، شهر تدمر واقع شده که نام عربی معادل برای پالمیرا نیز هست.
این شهر باستانی که به «مروارید صحرا» معروف است یکی از مهم‌ترین ویرانه‌های تاریخی جهان و یکی از آثار ثبت شدهٔ سوریه است که در فهرست میراث جهانی یونسکو قرار دارد. قدمت بخش اعظم ویرانه‌های پالمیرا به سده‌های یکم و دوم میلادی بازمی‌گردد.
احتمالاً پالمیرا دیدنی‌ترین و رویایی‌ترین شهرهای کاروانی بود که در واحهای در صحرای سوریه واقع شده و از دورااورپوس واقع بر ساحل فرات یک منزل بلند فاصله داشت. عبور از این راه که سراسر از کویر می‌گذشت سفر را کوتاه می‌ساخت و در واقع نزدیک‌ترین مسیر بین هند و بنادر سوریه بود. سنگنبشته های یافت شده در آن مدارکی ارزشمند در مورد راه‌ها و تشکیلات تجاری به دست می‌دهد، این شهر اساساً یکی از شهرهای بخش شرقی روم به‌شمار می‌رفت. کلونیهای پالمیری در تعدادی از شهرهای پارتی تشکیل شد و تجار آزادانه میان آن‌ها رفت‌وآمد می‌کردند.
پالمیرا زمانی در جهان باستان یکی از مهم‌ترین مراکز فرهنگی جهان بود، این شهر تبلور هنر و معماری قرن‌های نخست و دوم به‌شمار می‌رود که در آن تکنیکهای یونانی و رومی با سنت‌های محلی و نفوذ ایران باستان در هم آمیخته‌است. این محوطه حاوی بیش از هزار ستون و یک گورستان عظیم شامل بیش از ۵۰۰ مقبره است. تا پیش از جنگ داخلی سوریه هر سال بیش از ۱۵۰ هزار جهانگرد از پالمیرا بازدید می‌کردند.

## تاریخ مملکت تدمر

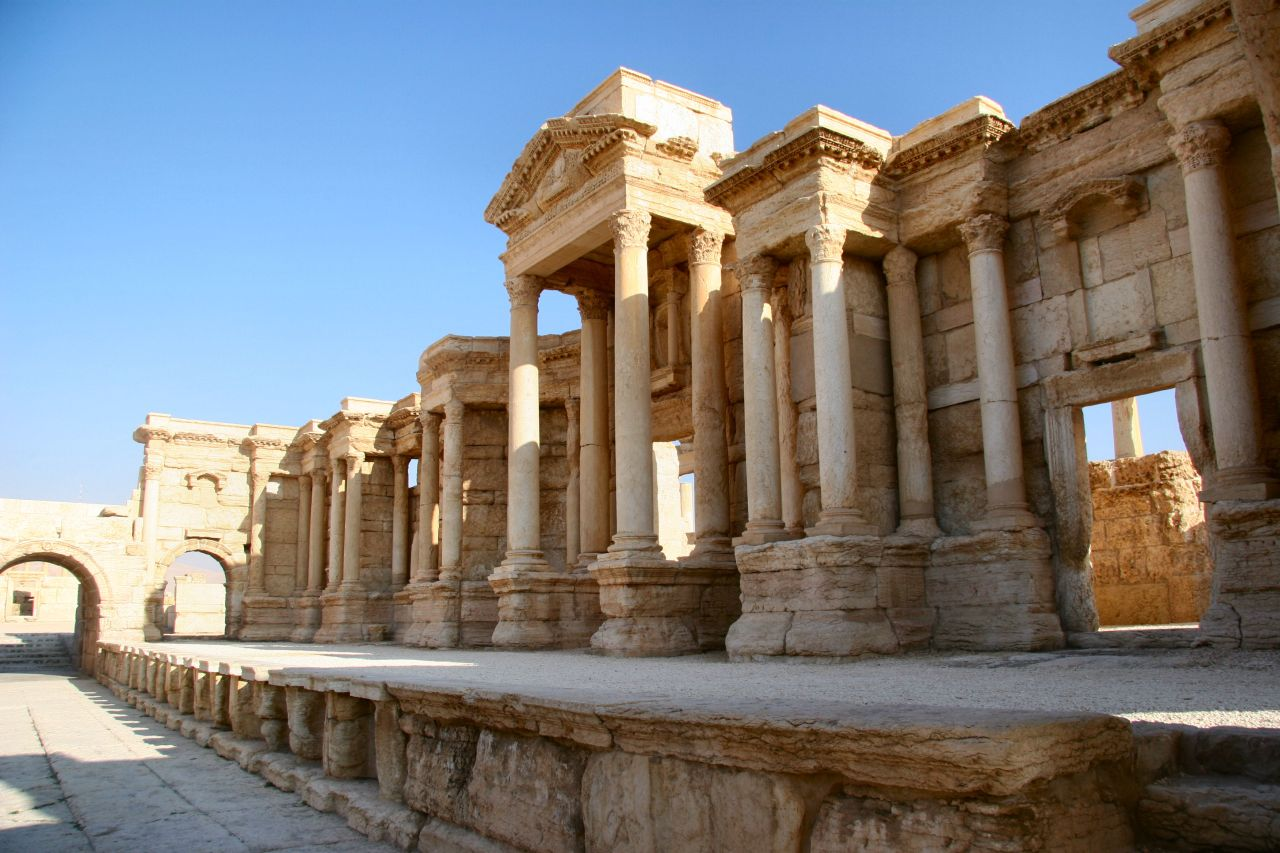
تصویری از سالن تئاتر

تدمر شهری تاریخی خفته در واحه‌ای در وسط صحرای سوریه است. آثاری از شاهکارهای مردم دوران بسیار دور در این منطقه وجود دارد که هنگام مشاهده آن دل در سینه‌ها می‌تپد. از جمله راه تجاری تدمر به مصر که بیش از ۴۰۰ سال پر رونق و در مسیر قافله‌های تجارتی بین مملکت انباط و تدمر قرار داشت و آثارهای رومانی برفراز سرزمینی پهناور. شهر تدمر را اشکانیان در زمان حکومت وسیع خود که تا صحرای شامات گسترده شده بود بنا کردند ولی خیلی زود به دلیل حمله‌های رومیان این شهر از خاک ایران جدا شد و در اختیار رومیان قرار گرفت. بعد از آن این شهر پایتخت ملکهٔ زنوبیا ملکهٔ سوریه و ملکهٔ شرق شد.
تدمر شهری است زیبا با ستون های طلایی رنگ، شهری شاعرانه که آدمی را به یاد یکی از معلقات امرؤالقیس یکی از معروفترینشاعران عرب دوران جاهلی می‌اندازد. این شهر زیبا یکی از مهم‌ترین ایستگاه‌های تجاری بین آسیا و اروپا در نیمهٔ دوم قرن اول پیش از میلاد بوده‌است.
سرانجام این شهر زیبا و شاعرانه در سال ۲۷۴ میلادی توسط حملهٔ امپراتور روم (اورلیانوس) ویران شد. ساختار این شهر زیبا طابع و نمط (اغریقی)، (رومانی) در ساختمان‌های شهر بوده‌است. از مهم‌ترین بناهای شهر: معبد بل یا بعل، شاه را عظیم با ستون‌های بلند سر به فلک کشیده، (مسرح)، «بازار اغوار» (سوق الآغورا)، و دروازه بزرگ که معروف است به (قوس النصر) به اضافه صدها آثار باقی‌مانده دیگر مانند: مدفن (گُور)، نحت در صخره‌ها، تماثیل، قبرها، در سور شهر بیضاوی شکل که با برجهای حفاظتی برجای مانده‌ است.. در قرن سوم میلادی پالمیرا به اردوگاهی نظامی تبدیل شد و به تدریج دوران پرشکوه آن با شن و ماسه صحرایی مدفون شد. هنوز بخشی از این شهر پرشکوه در زیر ماسه‌ها ناپدید است.

## بخش‌های مختلف شهر

### دژ
دژ پالمیرا، روی تپه‌های مرتفع اطراف شهر واقع شده و مشرف به شهر پالمیرا است.

### معبد بَعَل
معبدی برای بزرگ‌ترین خدای بین‌النهرین. شهروندان پالمیرا در نخستین سده پس از میلاد دست به کار ساختن معبدی برای خدای «بعل» به سبک رومی‌ها شدند. مخارج ساخت این معبد را امپراتوری روم پرداخت کرد. این اقدام برای قدردانی از مردم این شهر به خاطر الحاق به امپراتوری روم بود.

### دروازه هادریان
دروازه ورود به مسیری با ستون‌های عظیم با طول حدود یک کیلومتر است که در قرن دوم میلادی بهره‌برداری شد. دروازه هادریان که به افتخار هادریان امپراتور روم ساخته شده، آغاز این مسیر طولانی است. ساخت این مسیر با سبک معماری رومی - یونانی است که در آن ایام بسیار رواج داشت.

### بنای چهار وجهی یا تتراپیلون
بنای چهار وجهی یا تتراپیلون در چهارراهی در پالمیرا قرار دارد. چهار بنای چهار ستونه بلند و باریک از جنس سنگ گرانیت قرمز که از معادن اسوان به این منطقه آورده شده‌اند. این چهار بنا سرپوشیده‌اند. در گذشته در میان هر یک از بناهای چهار ستونه مجسمه‌هایی قرار داشته‌اند. امروزه تنها یکی از ستون‌ها باستانی است و بقیه در دوران‌های بعد ساخته شده‌اند.

### معبد بَعَل شَمین
معبد بعل شمین وقف خدای فنیقی توفان و باران‌های حاصل‌خیزکننده شده‌بود.
در تاریخ ۲۳ اوت ۲۰۱۵ میلادی، سازمان میراث باستانی سوریه گزارش داد که گروه دولت اسلامی عراق و شام، با استفاده از مواد منفجره، «درون‌خانه معبد را از داخل تخریب و ستون‌های اطراف معبد را فروپاشیده است». قدمت معبد بعل شمین به سده اول میلادی برمی‌گشت.

### معبد شامین- بعل (خدای باد)
شامین- بعل نام خدای باد بود. جالب این که معبد خدای باد بیشتر از دره قبرها، در انتهای مسیر ستون‌ها، از آسیب باد و طوفان‌های صحرایی در امان مانده‌است. گفته می‌شود فنیقی‌های مهاجری که بعدها بر پالمیرا مستقر شدند، این معبد را ساخته‌اند. زمان دقیق ساخت معبد شامین- بعل مشخص نیست.

### آمفی تئاتر
بر روی این صحنه نمایش (آمفی تئاتر) که جلوی کاخ قرار داشت نمایشنامههای شرقی اجرا می‌شدند. از این مکان همچنین برای جنگ حیوانات یا مبارزه گلادیاتورها نیز استفاده می‌شد. پالمیرا تحت تأثیر شدید شهرهای یونانی-رومی بود. میدان‌هایی با ستون‌های بلند، معادن آب‌های معدنی یا آمفی تئاتر مشخصه شهرهای یونانی- رومی بودند که در پالمیرا نیز یافت می‌شدند.

### میدان آگورا
آگورا میدان تجمع قشرهای حاکم بود. در این میدان بزرگ با ستون‌های بلند افرادی از قشرهای حاکم در پالمیرا تجمع می‌کردند. مجسمه قهرمانان این سرزمین نیز در این میدان جمع‌آوری می‌شد. در جنوب غربی این میدان آثاری از یک عمارت وجود دارد که احتمالاً جلسه «شورای شهر» در آن برگزار می‌شد. در شورای شهر خانواده‌های پرنفوذ تاجران عضویت داشتند.

### گورهای لوکس
در جلوی دروازه‌های شهر قبرستان قرار داشت. خانواده‌های پرنفوذ مقبره‌هایی با برج‌های بلند برای اعضای خود می‌ساختند و در آن قبرهایی بود برای نسل‌های مختلف. چند مقبره تزئین شده هنوز پابرجا هستند با تابوت‌دان‌هایی از جنس سنگ برای نگهداری از جسدها.

### تاق پیروزی
قدمت تاق پیروزی پالمیرا حدود دو هزار سال بوده‌است. تروریستهای داعش در ۵ اکتبر ۲۰۱۵ میلادی (۱۳ مهر ۱۳۹۴) این تاق را ویران کردند.

## روابط تدمر با ایران
تدمری‌ها در زمان اشکانیان و ساسانیان قدرت تجاری و نظامی عظیمی یافتند و پیوسته به پشتیبانی یا با یاری رومیان با ایرانیان در جنگ بودند. مهمترین نقطه ارتباط تدمری‌ها با ایرانیان، هنگام صلح، شهرهای واقع در حاشیه شمالی خلیج‌فارس و به خصوص مصب اروندرود و نیز شهرهای واقع در کنار رودخانه فرات بود. روی کار آمدن ساسانیان برای زندگی مردمان تدمر آثار منفی بسیار عمیقی داشت، زیرا اشکانیان ترانزیت تدمر را تشویق می‌کردند و می‌دانیم که کاروان‌های تدمری در شهر لوژزیاس که توسط بلاش اول بنا شده بود توقف می‌کردند. علاوه بر آن در عصر اشکانی میان ایران و روم اغلب صلح برقرار بود و پالمیرایی‌ها ضمن اینکه اندک اندک به امپراتوری روم می‌پیوستند، روابط دوستی خود را با ایران محفوظ می‌داشتند. ساسانیان روشی کاملاً برخلاف روش اشکانیان در پیش گرفتند و از آغاز در فکر آن بودند که پالمیر و منابع سرشار آن را در اختیار خود گیرند. یکی از نخستین اقدامات اردشیر این بود که دولت کرخ را تسخیر کرد.
رومیان توجه خاصی به تدمر داشتند و علت آن علاوه بر تجارت، هم‌مرز بودن تدمر با ایران نیز بوده‌ است. زیرا تدمر حدفاصلی میان روم و ایران اشکانی و ساسانی بود. در میان این کشمکش‌های دوجانبه، امیران تدمر سیاستی هوشمندانه اتخاذ کرده بودند و استفاده‌های فراوانی می‌بردند. آنتوان به بهانه اینکه تدمر می‌کوشید از دو قدرت روم و پارت به‌طور مساوی استفاده کرده استقلال خود را حفظ کند، در سال ۴۱م. به آنجا حمله کرد. اما حمله او بی‌نتیجه ماند، زیرا اهل تدمر پیش از رسیدن آنتوان زنان و اموال خود را برگرفته به جانب چپ رود فرات پناه برده بودند. سپاه روم نیز از ترس تیراندازان ماهر تدمری و حمایت ایرانیان به دشت‌های فرات نزدیک نشد. تنها نتیجه‌ای که از این جنگ حاصل شد این بود که میان ایران و آنتوان به کلی به هم خورد، زیرا ایرانیان خود را مدافعان طبیعی تدمر به حساب می‌آوردند.
تدمری‌ها از همان آغاز به روم تمایل بیشتری داشتند، رومیان نیز برای دفاع در مقابل ایران یا حمله بدان‌جا از این دولت کوچک استفاده فراوانی بردند. اهمیت تدمر برای رومیان به خصوص از قرن دوم میلادی به بعد که جنگ‌های ایران و روم فزونی می‌یابد چشم‌گیر است. تا آن تاریخ رومیان از ترس سپاه تیرانداز پارتی به دشت‌های بین‌النهرین قدم نمی‌گذاشتند، ولی از آن به بعد کوشیدند که به مرکز ایران و به‌ویژه به تیسفون دست یابند. به این ترتیب تراژان در سال ۱۱۶ م؛ و آویدیوس در سال ۱۶۴ م؛ و سپتسم سور در سال ۱۸۹ م. به تیسفون حمله بردند. تردید نیست که در تمام این مراحل تدمر یکی از مراکز مهم سپاه و آذوقه رومیان بوده‌است و کمک تدمری‌ها چه از نظر آشنایی با اوضاع جغرافیایی و چه از نظر نیروی انسانی، تأثیر مستقیمی در پیروزی رومیان داشته‌است.

## طبقه‌بندی و زبان مردم تدمر
ساکنان مملکت تدمر به سه طبقه تقسیم‌بندی شده بودند، که از این قرار بود:
- مواطنین أحرار: (آزادگان).
- عبید: (برده‌ها).
- اجانب: (بیگانگان).

مواطنون فرزندان عشایر، بعضی از عشایر با یکدیگر هم‌عهد بودند. مردم تدمر برای کشاورزی و زراعت اهمیت خاصی قائل بودند، از این رو نخست به ایجاد قناتهای آب برای آبیاری و حفر چاه‌ها پرداختند، سپس سدهای ساروجی برای ذخیرهٔ آب باران بنا نهادند. صدها هزار برده‌ها به‌طور شبانه‌روزی برای حفر مشغول کار بودند. مکاتبات ایشان در امور تجارتی به خط آرامی بوده، و در دوران رومی‌ها از خط لاتین نیز استفاده می‌کردند. ایشان همچنین به زبان خاص خود (تدمری) صحبت می‌کردند و نوشته‌هایشان برگرفته از زبان آرامی بوده‌است.

## مذهب، شغل و فنون

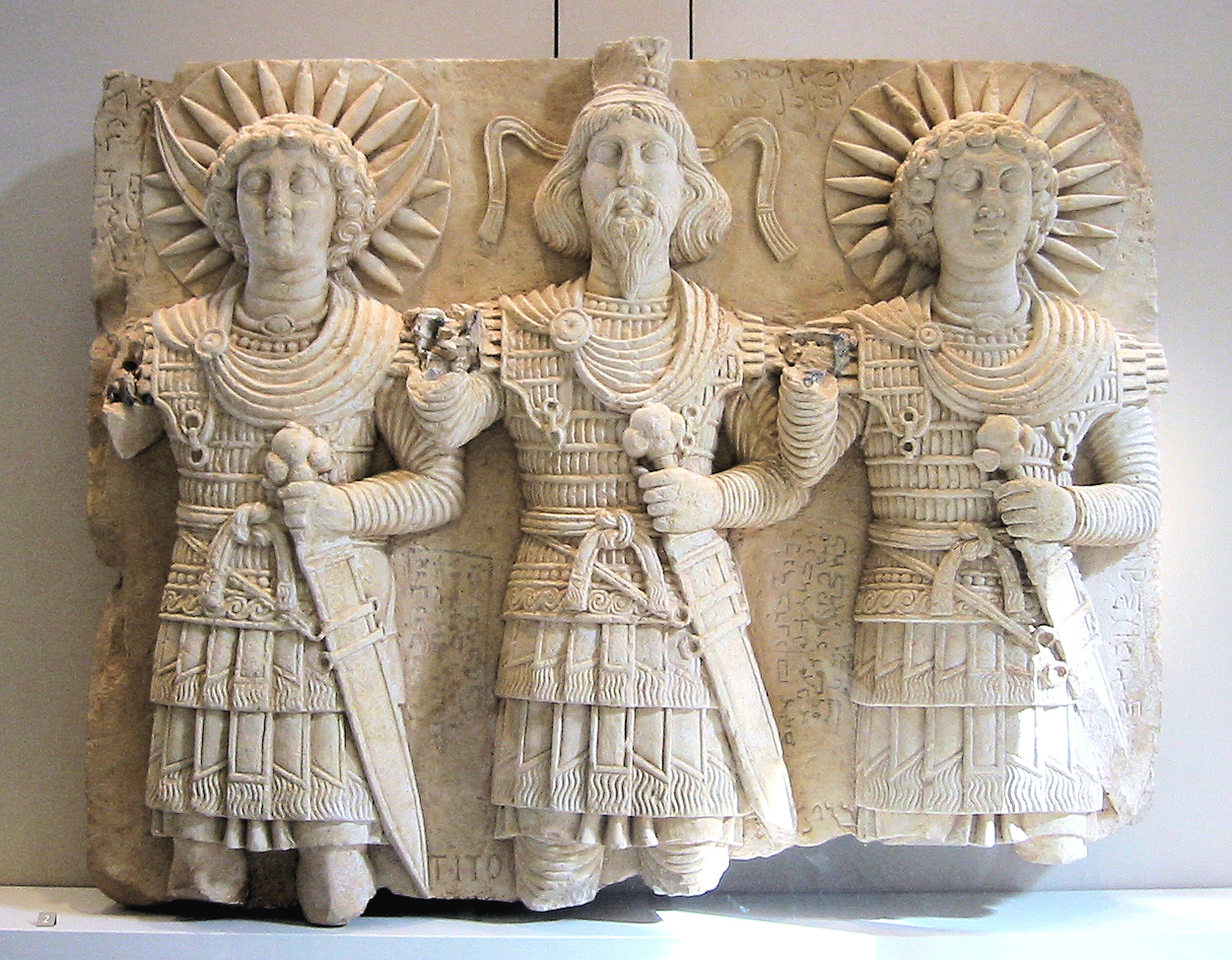
خدایان پالمیرا، از چپ به راست: آگلیبول خدای ماه، بیلشامن خدای مقدس، مالاکبل خدای خورشید، مربوط به قرن اول پس از میلاد که در موزه لوور نگهداری می‌شود

مردم مملکت تدمر مردمانی بازرگان و تجارت پیشه بودند، ولی در کنار تجارت به دین و مذهب نیز علاقهٔ خاصی داشتند، به‌طوری‌که در ساختن معابد و هیاکل و ساخت قبور هزینهٔ هنگفتی صرف می‌نمودند. گویند در حدود ۳۰ عدد بت و الهه داشته بودند که هریکی از آن‌ها رموز مخصوص خود را داشته‌اند. بزرگ و مهترِ این معبودات و بت‌ها الهه بعل بوده که یکی از مقدس‌ترین الهه‌های تدمر بوده‌است؛ از این روی در بیشتر پیکره‌های موجود تصویر الهه بل دیده می‌شود. همچنین به جانب الهه بل و در مقام بعدی الهه «بلتی» و الهه «یرحبول» و الهه «أغلبول» آمده‌است. این چهار الهه نزد مردم تدمر قدر و احترام و تقدس بسیاری داشته‌اند و نیایش آنان بر همه واجب بوده‌است.
معبد بل یکی از بزرگ‌ترین معابد دینی در تدمر و در مشرق قدیم بوده‌است. آغاز بنای این معبد در سده اول میلادی بوده و تقریباً تا آخر عهد تدمر در وسعت آن کوشیده‌اند تا جایی که وسعت این معبد به ۲۲۰٫۲۰۵ متر رسیده‌است، در اطراف معبد ۳۷۵ ستون بوده که هر یک آنان ۱۸ متر ارتفاع داشته‌است. در وجهه امامی (جلو) معبد هفت عدد از این ستون‌ها تاکنون همچنان باقی است و شاهد بر روزگار دوران تمدن مملکت تدمر می‌باشد. تدمری‌ها قبرها را بی‌عیب و نقص و با فنون معماری خاص می‌ساختند. در آرامگاه‌های بزرگ که آن‌ها را در صخرههای بزرگ و دل کوه‌ها حفر می کردند. کنده‌کاری‌ها و نقش و نگار و تزیینات جالب و فضاهای نشستن در کنار قبرها حیرت‌آور و تفکربرانگیز است. این آرامگاه‌های کنده‌کاری شده را «بیت الأبدیة» می‌نامیده‌اند؛ یعنی خانهٔ ابدی. سپس بعد از قرن دوم میلادی ساخت قبرستان‌ها به کلی تغییر کرده و تقریباً آن‌ها را مانند خانه‌های مسکونی می‌ساختند که گاهی هر خانه شامل ۸ قبر نیز بوده‌است، دیوارهای این قبرستان‌ها در اوج کمال و زیبایی و شاهکارهایی تزیینی بدیع کنده‌کاری‌ها می‌کردند. در اواخر دوره ملکهٔ زنوبیا تدمر به دست اشغالگران رومی تسخیر شد و سر انجام خود ملکهٔ زنوبیا نیز به بند اسارت افتاد.

## دوران باستان

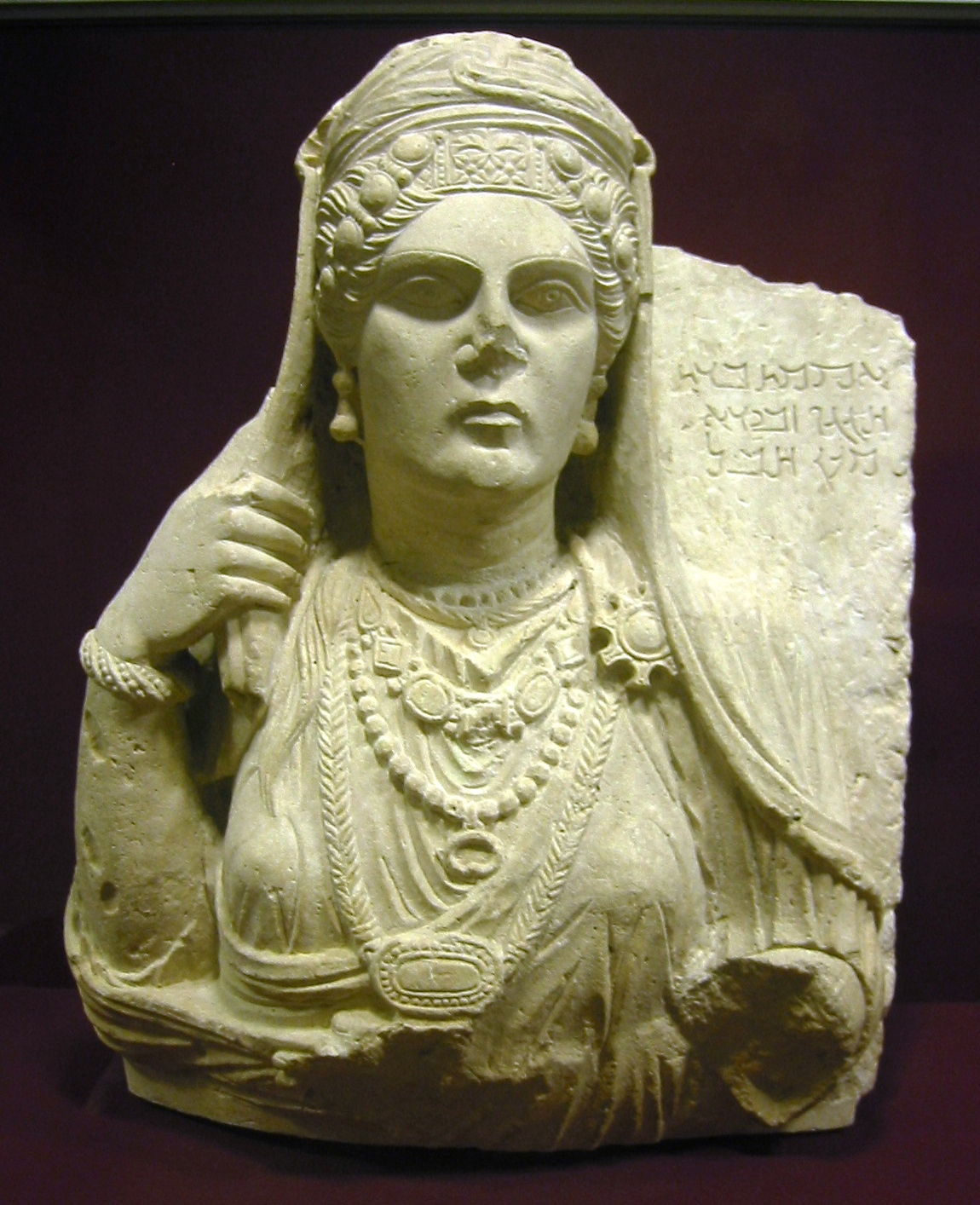
تصویر تنه یک زن، پالمیرا. اواخر قرن دوم. موزه بریتانیا

اولین بار نام این شهر در آرشیو ماری سوری از هزاره دوم پس از میلاد عنوان شد. این شهر تجاری بین‌النهرین را به شمال سوریه متصل می‌کرد. این شهر در کتاب مقدس عبری‌ها (کتابهای وقایع نگاری) به عنوان یک شهر کویری معرفی شده که توسط سلیمان بنا نهاده شده‌است. شهر تدمر نیز طبق کتب پادشاهان توسط سلیمان بنا شده‌است. از گذشته این شهر را «تدمر» می‌خوانده‌اند اما ممکن است اشاره به شهری در نزدیکی دریای راکد باشد.
همچنین در یوسف فلاوی کتاب هشتم یهودیان، از شهر تدمر به عنوان شهری که ساخته سلیمان است یاد شده و نام یونانی آن نیز ذکر شده‌است.
«تدمر» در عبری مدرن معادل پالمیرا است. ریشه واقعی کلمه «پالمیرا نامعلوم است؛ اما برخی از صاحب نظران معتقدند که این نام به نخل‌های موجود در منطقه اشاره دارد. عده‌ای هم در این مورد شک دارند و آن را ترجمه ناصحیح نام «تدمر» می‌نامند که از میان این صاحبنظران می‌توان به کولج، سیریگ و استارکی اشاره کرد.

## دوره یونانی – رومی

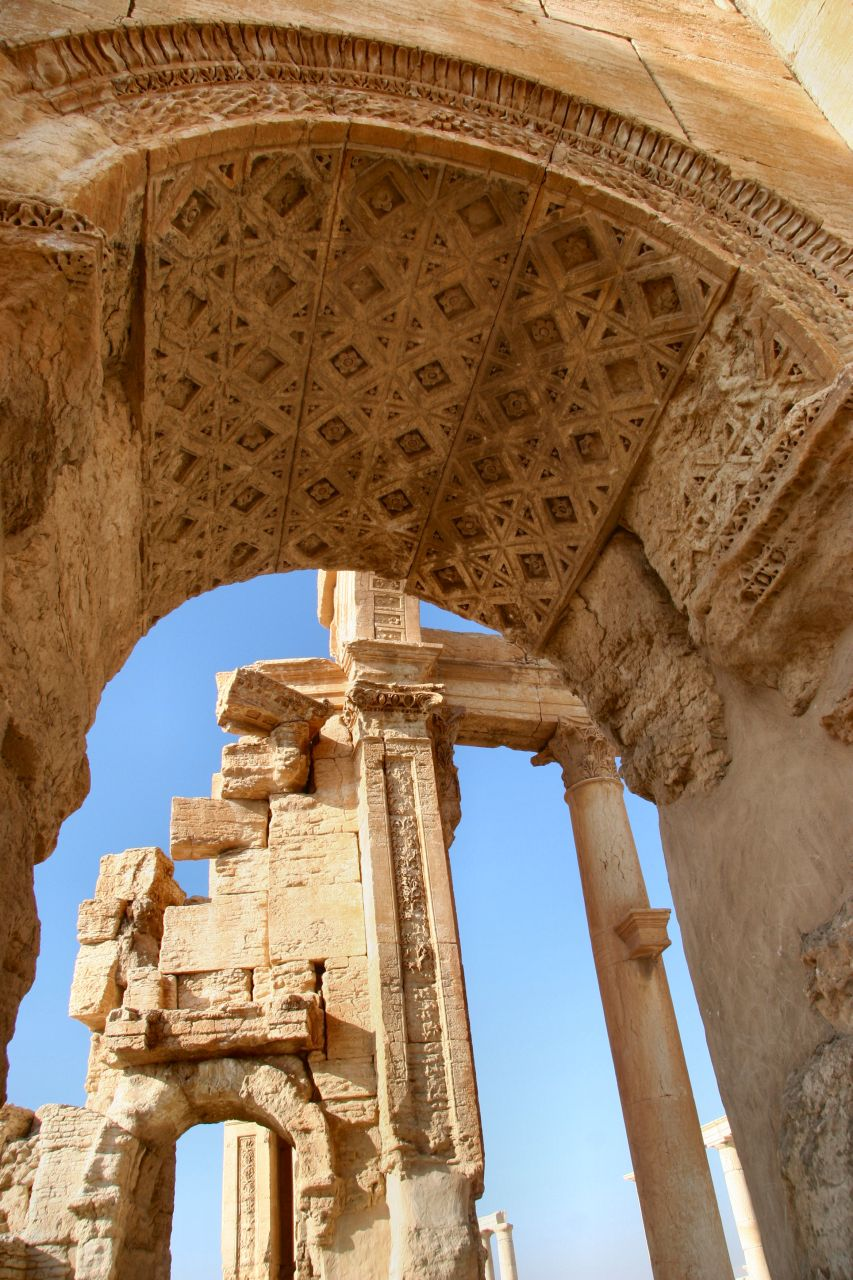
نمایی نزدیک از یک بنا در پالمیرا

وقتی سلوکیان در سال ۳۲۳ پیش از میلاد کنترل سوریه را در دست گرفتند، این شهر به حال خودش رها شد و بنابراین مستقل شد. در قرن اول پس از میلاد این شهر به عنوان یک کاروانسرای بزرگ مطرح شد. در سال ۴۱ پس از میلاد، رومی‌ها به فرماندهی مارک آنتونی تلاش کردند که شهر را تصرف کنند؛ اما تلاششان بی‌نتیجه ماند. چرا که ساکنان پالمیرا به سمت دیگر فرات فرار کردند. اهالی پالمیرا از حملهٔ رومی‌ها باخبر شده و بنابراین چاره اندیشی کرده بودند. این مسئله نشان می‌دهد که در آن زمان پالمیرا اقامتگاه عشایر بوده‌است و عشایر به سرعت می‌توانستند لوازم خود را جمع‌آوری کرده و کوچ کنند. در زمان حکومت تیبریوس (از سال ۱۴ تا ۳۷ میلادی)، پالمیرا بخشی از ایالت رومی سوریه شد. این شهر به عنوان پل ارتباطی بین پارس (ایران باستان)، هند، چین و امپراتوری روم رونق پیدا کرد. در سال ۱۲۹ میلادی، آدریان از شهر دیدن کرد و آنقدر از شهر خوشش آمد که آن را منطقه آزاد اعلام کرد و نام آن را به «پالمیرا آدریانا» تغییر داد.
با تصرف دجله و فرات توسط ساسانیان در سال ۲۱۲ میلادی، رونق تجاری پالمیرا رو به زوال رفت. سپتیمیوس اوداناتوس یکی از شاهزادگان پالمیرا، توسط والرین به عنوان استاندار استان سوریه منصوب شد. پس از آنکه ساسانیان والرین را دستگیر کرده و وی را به قتل رساندند، اوداناتوس برای گرفتن انتقام خون والرین دو بار به شهر تیسفون (نزدیکی بغداد امروزی) حمله کرد. ماکینوس، برادر زاده اوداناتوس، وی را به قتل رساند و همسر اوداناتوس سپتیمیا زنوبیا قدرت را به دست گرفت و پالمیرا را به نیابت از پسرش وابالاتوس اداره کرد. زنوبیا به کمک کاسیوس دیونیسوس لانگینوس علیه امپراتوری روم شورش کرد و بصره و سرزمین‌های غربی تا سرزمین مصر را تصرف کرد. سپس وی تلاش کرد تا با لشکرکشی به شمال، انتاکیه را به تصرف درآورد. در سال ۲۷۲ میلادی، اورلیان امپراتور روم وی را دستگیر کرد و وی را به روم بازگرداند. اورلیان او را به زنجیر کشید و وی را در شهر گرداند و سپس به روستایی به نام تیوولی در ایتالیای امروزی تبعید کرد. وی در این شهر به فعالیت‌های ضد رومی خود ادامه داد. شورش در پالمیرا امپراتوری روم را به شدت به زحمت انداخته بود و بنابراین آن‌ها تصمیم گرفتند که این شهر را به یک پایگاه نظامی تبدیل کنند. دیوکلتیان شهر را تا اسکله گسترش داد و به دور آن دیوار کشید تا از حمله ساسانیان درامان بماند. در دوران امپراتوری بیزانس تعدادی کلیسا در شهر ساخته شد، اما اغلب نقاط شهر به ویرانه تبدیل شد.

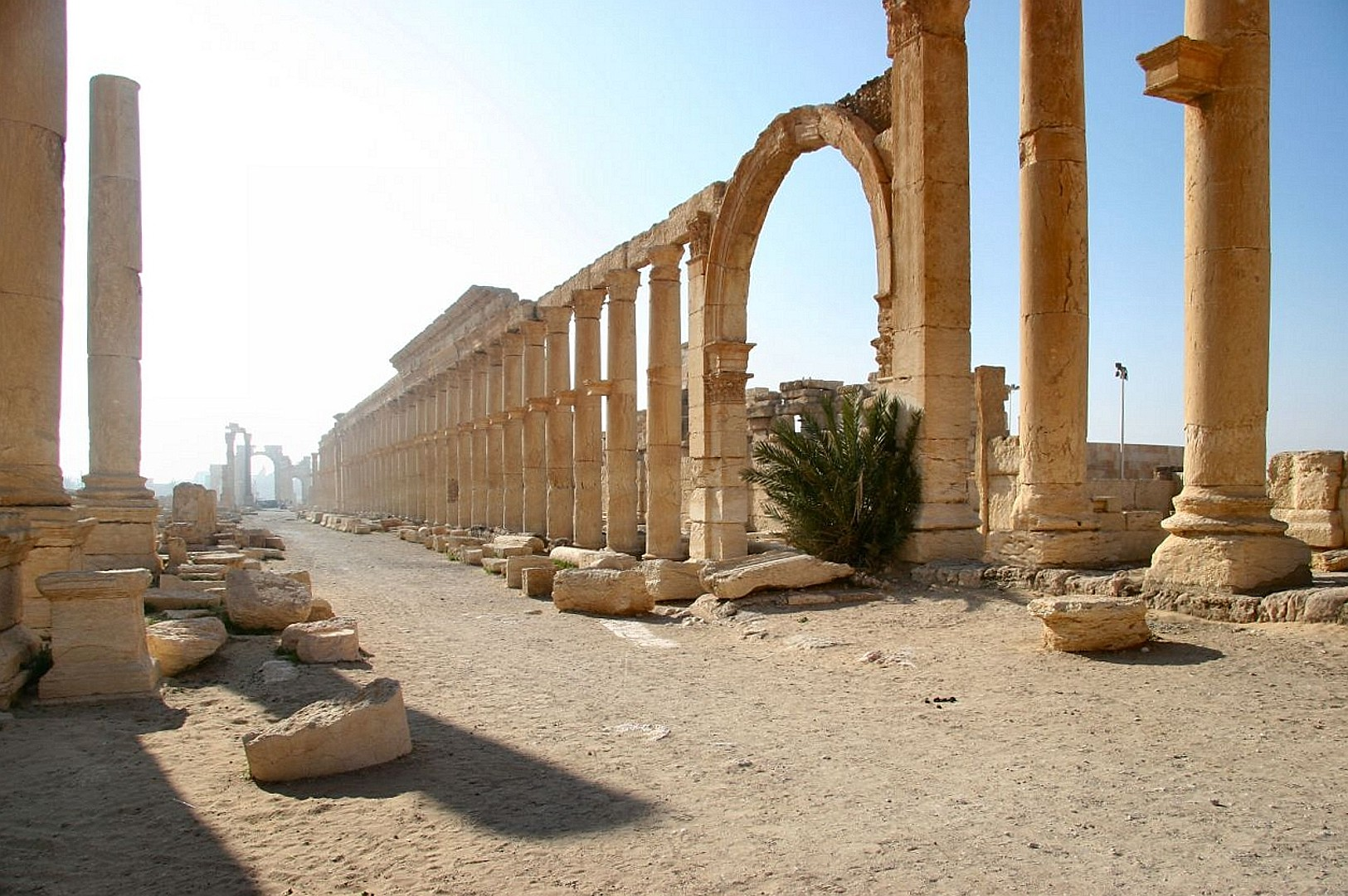
دکومانوس باستان

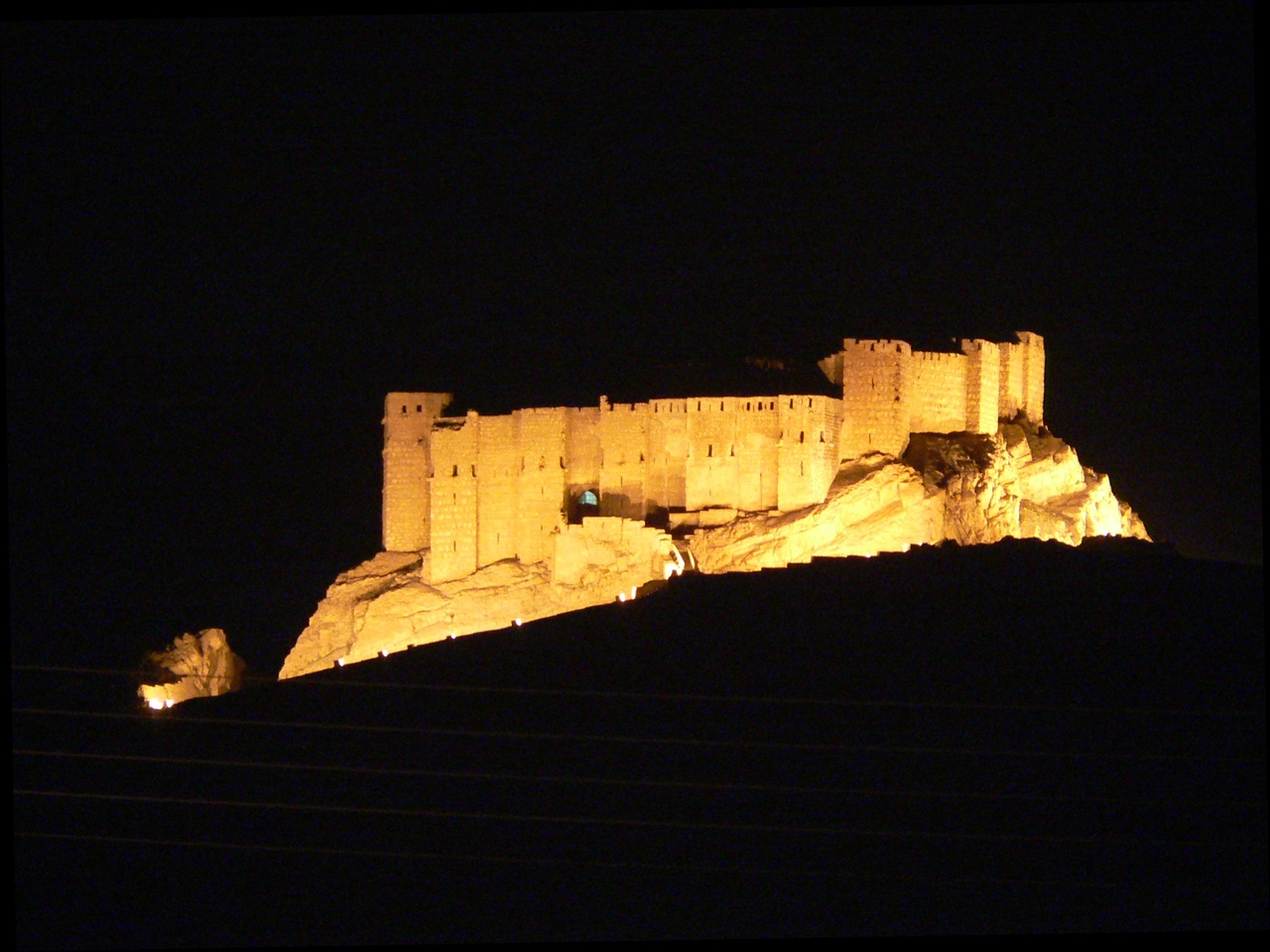
کلات ابن مان در شب هنگام

## دوره اسلامی
شهر توسط مسلمانان عرب به فرماندهی خالد بن ولید به تصرف درآمد. در سده ۱۶ میلادی، قلعه فخرالدین مانی بر روی کوهی ساخته شد که مشرف به همه واحه بود. دسترسی به قله تنها از طریق یک گذرگاه امکان‌پذیر بود.

## کاوش‌های جدید
کاوشگران و باستان شناسان از کشورهای مختلف این منطقه را مورد بررسی قرار داده‌اند. در مه ۲۰۰۵ یک تیم لهستانی که در حال کاوش در معبد لات بود یک مجسمه سنگی بالدار بسیار ظریف مربوط به الهه پیروزی نایک پالمیرا را کشف کردند.

## دوران جنگ داخلی سوریه
در دوران جنگ داخلی سوریه، خسارت گسترده‌ای به شهر پالمیرا وارد شد. در سال ۲۰۱۳ ستون‌های معبد بَعَل به شدت آسیب دیدند. جای گلوله‌ها بر ستون‌های معبد دیده می‌شوند. به گفته مأمون عبدالکریم، با شدت گرفتن درگیری میان دولت و مخالفان، ارتش سوریه برای مقابله با مخالفان، نیروهای خود را در برخی مناطق باستانی مستقر کرد؛ در حالی که مخالفان در باغ‌های اطراف شهر مستقر بودند.

در ۲۱ مه ۲۰۱۵ گروه دولت اسلامی داعش شهر باستانی پالمیرا را تصرف کرد. ابولیث سعودی، فرمانده عملیات «دولت اسلامی داعش » در شهر باستانی پالمیرا در شبکه رادیویی «الوان اف‌ام» در سوریه دربارهٔ آینده این شهر گفت:
«ما آن طور که بسیاری فکر می‌کنند با بولدوزر به این شهر حمله نمی‌کنیم، ما این شهر باستانی را ویران نمی‌کنیم، اما مجسمه‌های موجود در آن را که گمراهان پرستش می‌کردند، پودر خواهیم کرد.»
یونسکو، سازمان آموزشی، علمی و فرهنگی سازمان ملل متحد، از این که این میراث فرهنگ جهانی به کلی نابود شود ابراز نگرانی کرده بود.
در آن زمان که این شهر به دست گروه دولت اسلامی افتاده بود تخریب بناهای تاریخی و آثار هنری و کشتار مورخان و باستان شناسان به راهبرد این گروه در جنگ با تاریخ، فرهنگ و روشنفکری تبدیل شده‌بود. اواخر ماه اوت ۲۰۱۵ رسانه‌ها از تخریب معبد تاریخی «بعل» واقع در شهر باستانی تدمر (پالمیرا) سوریه خبر داده بودند. همچنین در هفته اول اکتبر سال ۲۰۱۵ گروه دولت اسلامی «طاق نصرت» این شهر باستانی را نیز تخریب کرد. در ژوئیه ۲۰۱۵ شبه نظامیان داعش در اقدامی علیه میراث فرهنگی، شش تندیس باستانی از جمله تندیس معروف به شیر اللات را تخریب کرده بودند. عبدالکریم مدیر اداره آثار باستانی سوریه پس از این اقدام داعش اعلام کرد که این تندیس با صفحه فلزی و کیسه‌های شن پوشیده شده بود تا از آسیب احتمالی ناشی از درگیری‌های مسلحانه در امان بماند اما داعش آن را بیرون آورده و از بین برد. کارشناسان این اقدام را بزرگترین جنایت داعش علیه میراث باستانی پالمیرا عنوان کرده بودند.
اگرچه ارتش سوریه با پشتیبانی هوایی روسیه و شبه نظامیان ایران در ۲۷ مارس ۲۰۱۶ شهر پالمیرا را تحت کنترل خود درآورد. اما داعش بار دیگر توانست ۹ ماه بعد، یعنی در ۱۱ دسامبر ۲۰۱۶ وارد پالمیرا شود. در نهایت ارتش سوریه در ۲ مارس ۲۰۱۷ شهر پالمیرا را آزاد کرد.

## نگارخانه

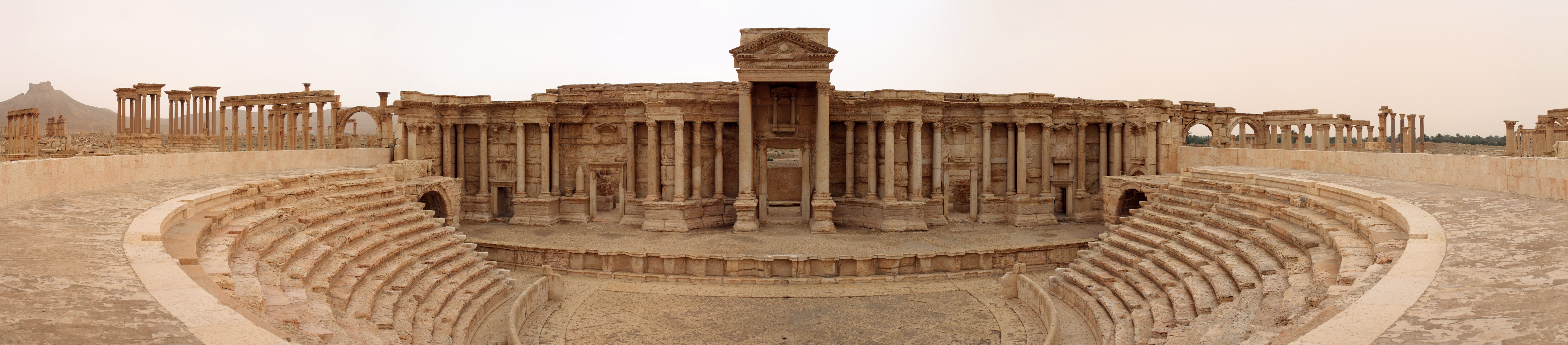
نگاره‌ای از آمفی‌تئاتر پالمیرا در پالمیرا، سوریه. ساکنان پالمیرا را آرامی‌ها، اموری‌ها و عرب‌ها به اضافه اقلیتی یهودی تشکیل می‌دادند و فرهنگ آن‌ها تحت تأثیر دو امپراتوری ایران و روم بود. شاهان حاکم بر پالمیرا رابطه نزدیکی با امپراتوری روم داشتند و در سده سوم میلادی با امپراتوری ساسانی در جنگ بودند. در سال ۲۰۱۶ و ۲۰۱۷ میلادی، نیروهای داعش بخشی از آمفی‌تئاتر را ویران کردند و بر روی سِن اصلی آمفی‌تئاتر دست به اعدام گروهی زدند. این بنای باستانی متعلق به سده ۲ میلادی است و در فهرست آثار باستانی یونسکو قرار دارد.